# Histoire des Plantes de Dauphiné
Histoire des Plantes de Dauphiné (abreviado: Hist. Pl. Dauphiné, y en francés, literalmente, Historia de las plantas del Delfinado) es un libro con descripciones botánicas escrito por Dominique Villars. Fue editado en cuatro volúmenes entre 1786 y 1789 y contiene un prólogo histórico, un Diccionario de Botánica y las descripciones de clases, familias, géneros de las plantas del Delfinado así como de las excursiones botánicas en las cercanías de Grenoble, el monasterio de la Gran Cartuja (la Grande Chartreuse), Briançon, Gap y Montélimar.